# Maria Rosa Nogué i Almirall
Maria Rosa Nogué i Almirall   (Còrdova, 27 de novembre de 1965) és una escriptora catalana. Nascuda a Còrdova, als tres anys es traslladà a viure a Vilanova i la Geltrú. Llicenciada en Filologia Catalana per la Universitat de Barcelona, ha exercit de professora d'ensenyament secundari, de cursos de català per a adults i de Narrativa de l'Escola d'Escriptura de l'Ateneu Barcelonès.
Guanyadora de diversos premis literaris al llarg de la seva carrera, com el del Centenari de l'Arribada del Ferrocarril a Vilanova (1981), de l'Aula de Lletres (1997 i 1998), Víctor Alari, de Cubelles, (2002) o el de la Nit Literària de l'Institut d'Estudis Penedesencs (2006), el 2017 guanyà el Primer Premi de novel·la negra Bellvei Negre per la novel·la No arriba la mort, amb què s'estrenava en la novel·la negra.
Fou col·laboradora habitual del Diari de Vilanova entre el 2001 i el 2018, any del seu tancament. A partir d'aquell moment passà a publicar articles al butlletí penedesenc La Fura i al butlletí digital La Independent, agència de notícies amb mirada de gènere.

## Obres[5]
Aquest és un recull de la seva obra literària:

### Novel·la juvenil
- La noia del descapotable. Columna. 2009
- La noia del creuer. Voliana, 2017

### Novel·la
- La casa dels cants. Barcanova, 2010
- No arriba la mort. Gregal, 2018
- La segona mort de Lorenzo Contini. Gregal, 2018

### Contes infantils
- El follet valent. Unics Produccions, Teatre Poliorama. 2004
- El Secret d'en Bec Llarg. Il·lustracions: Sebastià Serra. Vilanova i la Geltrú : El Cep i la Nansa, 2015